# 下川町コミュニティバス
下川町コミュニティバスは、北海道上川総合振興局管内の上川郡下川町で運行されているコミュニティバスである。

## 概要
2014年10月1日に、それまで運行していた下川町営バスを廃止し運行を開始した。中心市街地は予約により自宅送迎も可能となった。

## 運行受託事業者
- 下川ハイヤー[1]

## 沿革
- 2014年10月1日 - 運行開始。

## 路線

### 班渓線
- 下川バスターミナル - 桑の沢入口 - (この間自由乗降区間) - 五味温泉

## 外部サイト
- 下川町コミュニティバスの運行に関する条例